# Мис Трійці
44°23′31″ пн. ш. 33°56′27″ сх. д. / 44.39194° пн. ш. 33.94083° сх. д.
Айя́-Трія́да (крим. Aya Triyada, від грец. Αγίας Τριάδας — святої Трійці), також мис Кікенеї́з (крим. Kikineiz) — мис на Південному узбережжі Криму, на території Ялтинського району (АР Крим), на березі Чорного моря за 0,5 км на захід від селища Понизівка.
Мис трапецієподібний, плаский виступ берега висотою 15—20 м. Відокремлений від берегового схилу дугоподібною грядою довжиною бл. 350 м. Утворився внаслідок зсування частин Головного пасма, що відкололися.
На мисі — руїни середньовічного замку Кучук-Ісар, у якому, за версією, що побутувала в XIX столітті, були рештки церкви св. Трійці, тож Феодосій Ревіліоті назвав маєток, розташований на вершині мису, Свята Трійця.
У відомих джерелах мис вперше позначений на карті Федора Чорного 1790 року, де підписаний як Нічшнеус — мабуть, за спотвореною назвою села Кікінеїз, яке також позначено як Нічшнеус. На карті зі збірки Петра Кеппена 1836 року мис названий, згідно з тодішнім написанням, Кікінеїс, як і в його ж праці «Про давнину південного берега Криму і гір Таврійських».
Назва Кікінеїз фігурує на картах до кінця XIX століття і, хоча на «верстівці» Військово-топографічного Депо 1890 року підписаний вже як «мис Святої Трійці», в «Лоції Чорного і Азовського морів» 1903 років ще значиться, як «Кікінеіз». У доступних джерелах у варіанті «мис Трійці» вперше зустрічається на кілометрівці РСЧА 1941 року (на ній же вперше фігурує назва «Кікенеїз» у мису на схід, як і в сучасності; в подальшому цей мис позначено і на інших картах).
Зустрічається версія, що слово «Святий» у назві зникло 1953 року.